# Cruiser Mk I
V roce 1934 vznikl u britské společnosti Vickers prototyp nového tanku, který byl označován nejprve jako střední, od roku 1937, kdy byla zahájena jeho sériová výroba, jako Cruiser tank Mk. I. Jeho označení má návaznost na britskou předválečnou bojovou doktrínu, podle níž měla mít armáda jednak pěchotní tanky (Infantry tanks), jednak tanky lehké (Light tanks) a tanky křižníkové (Cruiser tanks). Lehké tanky byly určeny pro průzkum bojiště, cruisery pro jeho opanování a pěchotní tanky pro podporu útočící pěchoty.
Tank Cruiser Mk. I. nebyl žádný technický a technologický zázrak. Jeho korba byla špatně tvarovaná, měla značné množství tzv. lapačů střel, pancéřové pláty byly spojovány nýty. Motor tanku byl uložen v zadní části stroje. Zpočátku sloužil k pohonu automobilový motor Rolls-Royce, který byl pro velice nedostatečný výkon zaměněn za motor A.E.C. A179 o výkonu 150 hp. Podvozek sestával z dvojice hnacích kol vzadu, šesti pojezdových kol, napínacího kola vpředu a tří napínacích kladek. Pojezdová kola byla uchycena po třech, odpružena byla pomocí vinutých pružin a hydraulických tlumičů. Podvozek rychlého tanku Mk.I byl poměrně kvalitní a stal se později základem pro podvozky dalších typů. Prostor řidiče se nacházel neobvykle ve středu vozidla, po jeho stranách se nacházely dvě věžičky, ve kterých byly uloženy kulomety Vickers ráže 7,69 mm. Ve střední části korby byla jako u prvního britského tanku uložena hydraulicky ovládaná věž. Hlavní výzbrojí byl protitankový kanón OQF ráže 40 mm (2 pdr) s kterým byl spřažen koaxiální kulomet Vickers ráže 7,69 mm. Celkem bylo vyrobeno 125 tanků typu Mk I.
Cruisery Mk.I byly nasazeny na počátku války ve Francii, kde byly všechny zničeny nebo ukořistěny. Nasazeny byly i v severní Africe, kde byly též absolutně neúspěšné.